# Eriocaulon setaceum
Eriocaulon setaceum är en gräsväxtart som beskrevs av Carl von Linné.
Eriocaulon setaceum ingår i släktet Eriocaulon och familjen Eriocaulaceae. Inga underarter finns listade i Catalogue of Life.